# Cernay-la-Ville
Cernay-la-Ville is een gemeente in het Franse departement Yvelines (regio Île-de-France) en telt 1727 inwoners (1999). De plaats maakt deel uit van het arrondissement Rambouillet.

## Geografie
De oppervlakte van Cernay-la-Ville bedraagt 9,8 km², de bevolkingsdichtheid is 176,2 inwoners per km².
De onderstaande kaart toont de ligging van Cernay-la-Ville met de belangrijkste infrastructuur en aangrenzende gemeenten.

## Demografie
Onderstaande figuur toont het verloop van het inwonertal (bron: INSEE-tellingen).

## Geboren
- Jacques Thierry (1921-2015), bedrijfsleider, bankier en bestuurder